# 바르주의 캉통
프랑스 바르주에는 총 17개의 캉통이 속해 있다. 2015년 3월 행정구역 총개편으로 인해 현재는 다음과 같이 설치되어 있다.
- 브리뇰
- 라크로
- 드라기냥
- 플레요
- 프레쥐
- 라가르드
- 가레우
- 이에르
- 르뤼크
- 올리울
- 로크브뢴쉬르아르장
- 생시르쉬르메르
- 생트마짐
- 생마지맹라생트봄
- 생라파엘
- 라센쉬르메르 1
- 라센쉬르메르 2
- 솔리에퐁
- 툴롱 1
- 툴롱 2
- 툴롱 3
- 툴롱 4
- 비도방